# Mesorhaga tarooma
Mesorhaga tarooma är en tvåvingeart som beskrevs av Daniel J. Bickel 1994. Mesorhaga tarooma ingår i släktet Mesorhaga och familjen styltflugor. Inga underarter finns listade i Catalogue of Life.